# Weerde

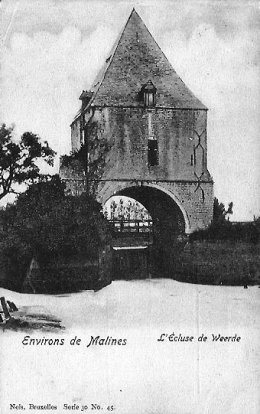
De sluistoren vóór 1914

Weerde is een dorp in de Belgische provincie Vlaams-Brabant en een deelgemeente van Zemst. Weerde ligt aan de Zenne, tussen de dorpen Zemst en Elewijt. Weerde was een zelfstandige gemeente tot aan de gemeentelijke herindeling van 1977.

## Toponymie
De oudste vermelding van Weerde komt omstreeks 1150 voor in de bullen van paus Eugenius II als Wert.
Een wert is het Frankische woord voor een doorwaadbare plaats (in de Zenne).
In de volksmond wordt Weerde vaak Weit genoemd.

## Geschiedenis

### Middeleeuwen
Het dorp had zowel burgerlijk als kerkelijk ongeveer dezelfde bestuurders als Zemst. Meestal kwam het erop neer dat Weerde afhankelijk was van Zemst.
De ridders van Weerde, gekend in de 13e eeuw, waren leenmannen van de jongere tak van de Berthouts, de familie Aa. De grote watermolen op de Zenne wordt voor het eerst vernoemd in 1297, alhoewel hij misschien al vijftig jaar eerder gebouwd werd. Vandaag staat er nog een ruïne.

### 16e en 17e eeuw
In de 16e eeuw behoorde de parochie Weerde, net als de parochies Zemst en Eppegem, toe aan de bisschop van Kamerijk.
Eind 16e eeuw was de kerk bijna volledig verwoest door de oorlogen van de voorbije jaren. In 1600 was de toestand echter nog steeds dezelfde. Erger nog, de kerk was toen een toevluchtsoord geworden van drie gezinnen die er overnachtten samen met hun koeien en kalveren. In 1605 werden er herstellingen uitgevoerd, daarna zaten er weliswaar nog steeds gaten in het dak. Zelfs in 1614 werd er in Weerde nog steeds geen H. Eucharistie bewaard.

### 18e eeuw
Op het Cohier van het Hooffgelt, een belastinglijst uit 1702, is het volgende te lezen: Er waren 47 huishoudens, waarvan er twaalf steun ontvingen van de onderstand. Gemiddeld was er anderhalve koe en één rund per gezin, was er één paard per 4 gezinnen en waren er in totaal 5 varkens in het dorp. Er waren maar 6 ploegen in het hele dorp.
Op de Ferrariskaarten (1777) is Weerde te zien als een dorpje met amper 50 huizen, liggend om en bij de moerassige weilanden van de toen vaak overstromende Zenne.
Het dorp viel tot het einde van de 18e eeuw onder de meierij van Kapelle-op-den-Bos (in het kwartier van Brussel in het hertogdom Brabant); het viel kerkelijk onder de parochie van Zemst. Na 1796, de tijd van de annexatie bij Frankrijk, werd Weerde als gemeente bij het kanton Zemst van het Dijledepartement ingedeeld. Sindsdien was de naam van het dorp Weerde-op-Zenne. De naam werd officieel afgekort tot Weerde na de Tweede Wereldoorlog.

## Geografie
Weerde maakt deel uit van de Brabantse Kouters, een voornamelijk agrarische streek ten noorden van Brussel. Het dorp ligt als het ware op een eiland, ingeklemd tussen de Zenne en de Afleidingszenne. Een deel van het grondgebied wordt van het centrum afgesneden door de E19 en de Zenne. Deze 'Exclave' bestaat voornamelijk uit natuurgebied (het Vriezenbroek) en landbouwgebied en bevat slechts een handvol huizen.
| Aangrenzende deelgemeenten | Aangrenzende deelgemeenten | Aangrenzende deelgemeenten | Aangrenzende deelgemeenten | Aangrenzende deelgemeenten |
| -------------------------- | -------------------------- | -------------------------- | -------------------------- | -------------------------- |
| Zemst                      |                            |                            |                            | Hofstade                   |
|                            |                            |                            |                            |                            |
|                            |                            |                            |                            |                            |
|                            |                            |                            |                            |                            |
| Eppegem                    |                            |                            |                            | Elewijt                    |

### Mobiliteit
Weerde wordt doorkruist door spoorlijnen 25, 27 en 27B en heeft een eigen halte. Het is de laatste stopplaats vóór Mechelen op het treintraject Brussel-Mechelen.
De E19 loopt door Weerde en het afrittencomplex van Afrit 11 - Zemst ligt in het dorp.

## Bezienswaardigheden
- De middeleeuwse Sluistoren met de kademuren dateert uit eind 13e eeuw. Enkel de ruïne van het vroeger tolhuis is bewaard gebleven na de Eerste Wereldoorlog.[5]
- De Sint-Martinuskerk

## Natuur en landschap
Weerde ligt aan de Zenne en de Afleiding van de Zenne. De hoogte bedraagt ongeveer 10 meter en de bodem is zandlemig. In het noordoosten van Weerde vindt men de Weerdse Visvijver en het natuurgebied eromheen.

## Demografische ontwikkeling
- Bronnen:NIS, Opm:1831 tot en met 1970=volkstellingen; 1976 = inwoneraantal op 31 december

## Politiek
Weerde was een zelfstandige gemeente tot de fusie van 1977.
Burgemeesters waren onder meer:
- 1836-1871: Henri Stiellemans, eigenaar van Bloemmolen van Weerde,[5] lid van het Senaat van Belgie
- 1880-1884: Augustin Coenen
- 1902-1921: Leon Coenen, zoon van Augustin Coenen

## Sport
Voetbalclub VK Weerde is aangesloten bij de KBVB en speelt er in de provinciale reeksen.

## Bekende (ex-)inwoners
- Emile Verbrugge (1856-1936), kunstschilder. Er werd in de Kerselarenwijk een straat naar hem vernoemd.

Deelgemeenten: Elewijt · Eppegem · Hofstade · Weerde · Zemst

Overige dorpen en gehuchten: De Brug · Kleempoel · Werfheide · Wormelaar · Zemst-Bos · Zemst-Laar · Zwartland

Belgische gemeenten · Arrondissement Halle-Vilvoorde · Vlaams-Brabant · Vlaanderen